# 1653
1653 (MDCLIII) fue un año común comenzado en miércoles, según el calendario gregoriano.

## Acontecimientos
- 2 de febrero: Nueva Ámsterdam, más tarde denominada Nueva York, adquiere la categoría de ciudad.
- 23 de febrero: la ciudad turca de Esmirna es sacudida por un terremoto de 6,7 que deja un saldo de 2.500 muertos.
- 16 de diciembre: Oliver Cromwell se convierte en Lord Protector de Inglaterra, Escocia e Irlanda.
- 18 de diciembre: Fundación de la Universidad del Rosario.
- Baltasar Gracián publica la segunda parte de El Criticón (1651-1657).
- En Bogotá (Colombia), fray Cristóbal de Torres funda la Universidad del Rosario.

## Nacimientos
- 17 de febrero: Arcangelo Corelli, violinista y compositor italiano de música barroca (f. 1713).
- 8 de mayo: Claude Louis Hector de Villars, general, ministro de Defensa y político francés (f. 1734).
- 1 de junio: Georg Muffat, compositor francés (f. 1704).
- 1 de septiembre: Johann Pachelbel, compositor alemán (f. 1706).
- François Pétis de la Croix, orientalista, anticuario y viajero francés (f. 1713).

## Fallecimientos
- Luigi Rossi, compositor italiano.